# Alexandromys evoronensis
Alexandromys evoronensis és una espècie de talpó del gènere Alexandromys. És endèmic del krai de Khabàrovsk (Rússia), on viu a la zona dels llacs Evoron i Txuktxaguir. Habita planes d'inundació dominades per bruguerola i herbes. Es desconeix si hi ha cap amenaça significativa per a la supervivència d'aquesta espècie. El Catalogue of Life no descriu cap subespècie de M. evoronensis.
El seu nom específic, evoronensis, deriva del nom del llac Evoron i del sufix llatí -ensis, que significa ‘oriünd de’.